# 异形繁殖系列
异形繁殖是一系列圣铠风格俯视科幻shoot 'em up游戏，由Team 17在1990年代主要为Commodore Amiga开发，其从电影《异形》处受到很大启发。之后又有几款第一人称射击游戏以“异形繁殖”名义发行。系列在沉寂十多年后，2009年以《异形繁殖 进化》继续发行。

## 游戏
- 异形繁殖（1991）
- 异形繁殖 特别版（1992）
- Alien Breed II: The Horror Continues（1993）
- Alien Breed: Tower Assault（1994）
- Alien Breed 3D（1995）
- Alien Breed 3D II: The Killing Grounds（1996）
- 异形繁殖 进化（2009）
- 异形繁殖：冲击（2010）
- 异形繁殖2：突击（2010）
- 异形繁殖3：侵袭（2010）